# Joe King
Joe King (Austin, 9 febbraio 1883 – Los Angeles, 11 aprile 1951) è stato un attore statunitense di film muti e sonori, nonché regista e scrittore.
King nacque ad Austin, in Texas, come Joseph Sayer King e recitò in 211 film dal 1912 al 1946. È apparso nei suoi ultimi anni principalmente in ruoli minori non accreditati. Diresse due film, entrambi nel 1916 e scrisse una sceneggiatura nel 1915. Joe King era sposato con l'attrice Hazel Buckham e morì a Woodland Hills, Los Angeles, California.

## Filmografia parziale
- A Bluegrass Romance, regia di Charles Giblyn – cortometraggio (1913)
- The Missionary and the Actress, regia di Lem B. Parker – cortometraggio (1913)
- The Mysterious Way, regia di Fred W. Huntley  – cortometraggio (1913)
- The Wilderness Mail, regia di Colin Campbell  – cortometraggio (1914)
- Etienne of the Glad Heart, regia di Colin Campbell  – cortometraggio (1914)
- A Splendid Sacrifice, regia di Edward LeSaint  – cortometraggio (1914)
- The Heart of Maggie Malone, regia di Edward LeSaint  – cortometraggio (1914)
- The Face in the Mirror – cortometraggio (1915)
- The Clause in the Constitution, regia di Edward LeSaint – cortometraggio (1915)
- The Eternal Feminine, regia di George Nichols – cortometraggio (1915)
- The Sculptor's Model, regia di George Nichols – cortometraggio (1915)
- Her Salvation – cortometraggio (1917)
- The Law North of 65, regia di Colin Campbell – cortometraggio (1917)